# اوورن
اوورن (به آلمانی: Ohorn) یک شهر در آلمان است که در باوتسن واقع شده‌است. اوورن ۲٬۵۲۳ نفر جمعیت دارد.